# ブレンガルテン-ディーティコン鉄道Be4/4 6-8形電車

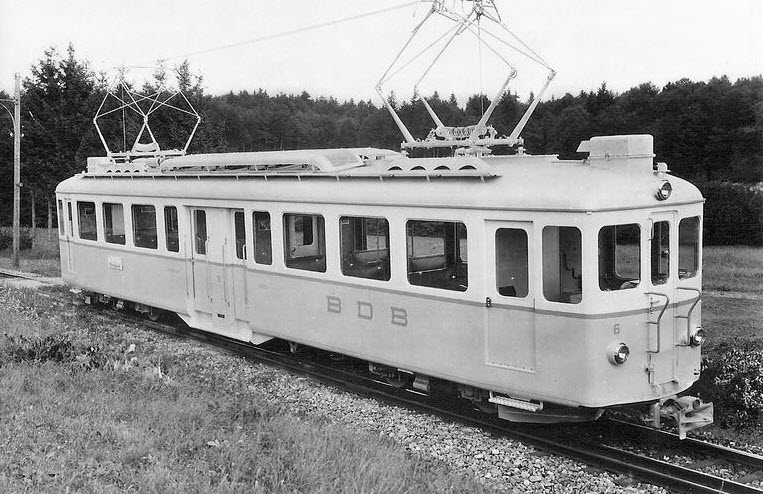
製造当時のCe4/4 7^{II}号機（後のBe4/4 7^{II}号機）、1947年

ブレンガルテン-ディーティコン鉄道Be4/4 6I-8II形電車(ブレンガルテン-ディーティコンてつどうBe4/4 6I-8IIがたでんしゃ)は、現在ではBDWM交通となっているスイスの私鉄であるブレンガルテン-ディーティコン鉄道（Bremgarten-Dietikon-Bahn (BD)）で使用されていた2等電車である。なお、本機はCe4/4形の6I-8II号機として製造されたものであるが、1956年の称号改正によりBe4/4形6I-8II号機となったものである。
なお、本項では本形式と同時に製造された同形の客車であるB4 41-43形についても記述する。

## 概要
ブレンガルテン-ディーティコン鉄道では、開業以来、2軸単車のCe2/2 1I-5I形やボギー車のCe4/4 7I-9I形、1928年、1932年製のBDe4/4 10-11形といったいずれも車体両端のデッキ部分の床面が一段下がった低床式路面電車形態の電車が客車を牽引する形態の列車が運行されていたが、同鉄道では1935年には55万人であった輸送人員が1940年に79万人、1945年には122万人となるなど輸送量が急増しており、輸送力不足への対応と特に小型の2軸車など旧型の機材の近代化のために1945年に発注され、1947年に3機が導入された機体が本形式であるCe4/4 6I-8II形と、1949年に3両が導入された同形態の車体を持つ軽量客車であるC4 41-43形であり、スイスの鉄道における1956年の客室等級の1-3等の3段階から1-2等への2段階への統合と、これに伴う称号改正により3等室が2等室となって形式記号もCからBに変更となって形式名がBe4/4 6I-8II形およびB4 41-43形となった。Be4/4 6I-8II形は、それまでのブレンガルテン-ディーティコン鉄道の車両では2200mmと路面電車級であった車体幅を通常の1m軌間用車両の2600-2700mmより若干狭い程度の2500mmまで拡大し、全長もそれまでもっとも大型であったBDe4/4 10-11形でも16220mmであったものを18300mmに延長して輸送力を増強し、スイス国内では1930年代後半より普及し始めていた型帯がなく丸みを帯びた形状の軽量構造の車体と、抵抗制御により1時間定格336kWの出力と65km/hの最高速度の性能を持つ鉄道線電車形態の機体であり、製造は車体、台車、機械部の製造がSWS、主電動機、電気機器の製造はMFOが担当しており、価格は1機あたり286,934スイス・フラン、ほぼ同形の軽量客車であるB4 41-43形はSWSが製造を担当して、価格は1両あたり165,022スイス・フランであった。各機体の機番と製造年、製造所、価格は以下の通り。なお、ブレンガルテン-ディーティコン鉄道の電車で機番6は本形式の後のBDe8/8形に2代目が、機番7および8は本形式の前のCe4/4 7I-9I形に初代が、BDe8/8形に3代目が在籍しているため、本形式の機体はそれぞれ6I、7II、8II号機と表記される。
- Be4/4 6I-8II形
  - 6I - 1947年 - SWS/MFO - 286,934
  - 7II - 1947年 - SWS/MFO - 286,934
  - 8II - 1947年 - SWS/MFO - 286,934

- B4 41-43形
  - 41 - 1949年 - SWS - 165,022
  - 42 - 1949年 - SWS - 165,022
  - 43 - 1949年 - SWS - 165,022

## 仕様

### 車体・走行機器
- 車体は両運転台式で、同時期にスイス国内で製造されていた標準的な軽量構造の鋼製の狭い丸みを帯びたスタイルあるが、ブレンガルテン-ディーティコン鉄道の車両限界に合わせて車体幅を2500mmと狭くしているほか、曲線での車体のオーバーハングを抑えるため車体両端運転室部の左右を絞り込んで半径70mの曲線通過時のオーバーハングを軌道中心から内軌側1425mm、外軌側1370mmに抑えている。また、台枠はプレス鋼材を箱状に組んだもので、床面高は客室部で935mm、台枠下端部550で台車も台枠内にはまり込むように設置される。
- 正面は中央左側に貫通扉を設置した丸妻、3枚窓のスタイルで、貫通扉上部と下部左右の3箇所に丸型の前照灯、右側前照灯下部に標識灯が設置され、連結器ブレンガルテン-ディーティコン鉄道では初めて採用された車体取付の+GF+式[6]ピン・リンク式自動連結器で、空気管が同時に連結できるほか、従来のピン・リンク式連結器とも連結可能なものとなっている。そのほか、先頭部には放送引通用の電気連結器が設置されるほか、先頭部の台車前部に小型のスノープラウが設置されている。
- 室内は前位側から長さ1800mmの運転室、5640mmの禁煙2等室室（称号改正前の3等室）、2300mmの乗降デッキ、5640mmでデッキ側端部にトイレの設置された喫煙2等（同）、1800mmの運転室の構成となっており、窓扉配置は1d4DD4d1（運転室窓-乗務員-2等室窓-乗降扉-乗降扉-2等室窓-乗務員室扉-運転室窓）、側面窓は2等室のものが幅1200mm（乗降扉両横のもののみ600mm）、運転室のものが狭幅のいずれも大型下降窓、乗降扉は幅685mmの片引きで車体中央側に戸袋があり、左右の扉が2枚重なって戸袋に収容されるほか、乗務員室扉は幅675の片引戸で車端側に開くものであるが、戸袋はなく運転室内に直接引き込まれる。乗降口には固定1段のステップが設置され、軌道面から1段目が400mm、2段目乗降デッキ床でさらに345mm、デッキ床面から客室床面まではさらに190mmとなっている。
- 座席はシートピッチ1550mmで2+2列の4人掛けの固定式クロスシートで、2等喫煙および禁煙室にそれぞれ3.5ボックスずつ設置され、喫煙室のデッキ側端部0.5ボックス分の片側にデッキ側から出入りするトイレが設置されているため座席定員は禁煙28名、喫煙26名の計54名、座席はビニールレザー貼の背摺りの低いものとなっている。また、運転室は密閉式の運転士が立って運転する当時のスイス車両標準のもので、運転室左側にスイスやドイツで一般的な円形のハンドル式のマスターコントローラーが、右側にブレーキハンドルが設置されており、運転士は状況に応じてデッキ内を移動しながら運転を行うため、ウインドワイパーも運転室中央の貫通扉窓に設置されている。このほか、運転室両側横の窓にはバックミラーが設置され、屋根は前位側車端部に常用で摺板2本の菱形のパンタグラフを、後位側車端部に予備用で摺板1本で枠組管の細いの菱形パンタグラフを設置し、その両車端側には遮断器を、間には屋根上全長に渡って大型の主抵抗器を設置している。
- 塗装
  - 車体は下半部をブルーグレー、上半分を白として塗分け部にライトブルーの細帯を入れたもので、側面下部右側には"BDB"の、正面左側前照灯上部に機番の切り抜き文字、乗降扉脇には客室等級および禁煙、喫煙の表記が入るもので、床下機器と台車がダークグレー、屋根および屋根上機器はライトグレーであった。
  - その後1953年-54年には車体した半分がライトブルー、上半分が明灰色として塗分け部に青いろの細帯を入れたものとなり、"BDB"の切り抜き文字は影付き飾り文字のロゴに変更され、正面の機番の切り抜き文字も省略されている。
- 制御装置はMFO製の抵抗制御式で、1時間定格出力338kW、最高速度65km/hの性能を発揮するほか、電気ブレーキとして発電ブレーキを装備している。なお、重連総括制御機能を持たないため、重連時には協調運転で運行されるほか、1969年の架線電圧昇圧時には同じMFO製の主制御器で昇圧改造されている。
- 台車はSWS製の鋼板溶接組み立て式の軽量構造のもので、急曲線の通過似対応するため軸距を2000mmと短くしたもので、軸バネはコイルバネ、軸箱支持方式は円筒支持方式となっており、牽引力はセンターピンで伝達される。各台車2基の主電動機は台車枠の車軸内側に枕木方向に装荷されるが、当時普及し始めていた台車装荷方式ではなく吊掛式に装荷されており、歯車比5.57の一段減速で伝達される。
- ブレーキ装置は制御装置による発電ブレーキのほか、空気ブレーキと手ブレーキを装備し、基礎ブレーキ装置として両抱式の踏面ブレーキが装備される。
- 1954年に6I号機に対して室内灯の蛍光灯化が行われたほか、1956-57年に7II、8II号機に室内灯および蓄電池充電用の電動発電機の設置がされており、1966年には6I号機の予備パンタグラフが撤去されている。

### 主要諸元
- 軌間：1000mm
- 電気方式：DC900V（1969年以降1200V） 架空線式
- 最大寸法：全長18300m、車体幅2500mm、屋根高3440mm、床面高935mm
- 軸配置：Bo'Bo'
- 軸距：2000mm
- 台車中心間距離：10600mm
- 車輪径：750mm
- 自重：29.5t
- 定員：2等54名（喫煙26名、喫煙28名）、立席22名
- 走行装置
  - 主制御装置：抵抗制御
  - 主電動機：直流直巻整流子電動機×4台
  - 減速比：5.57
  - 出力：338kW（1時間定格、900V）、426kW（1時間定格、1200V、於38.5km/h）
  - 牽引力：40kN（1時間定格、1200V、於38.5km/h）、94kN（最大）
- 最高速度：65km/h
- ブレーキ装置：空気ブレーキ、手ブレーキ、発電ブレーキ

## B441-43形

### 概要
- 車体はBe4/4 6I-8II形と同一形態で基本寸法も同一であり、運転室を撤去して客室としてこの部分の側面運転室窓と乗務員室扉を客室窓1箇所に置き換え、台車も同一構造で軸距のみ200mm短い1800mmの付随台車としたもので、妻面は前照灯やウインドワイパー等を省略して正面下部右側の前照灯座とその脇に標識灯を設置した形態、車体塗装およびその推移も同じものとなっている。
- 車体内は前位側から長さ7440mmの2等室、2300mmの乗降デッキ、7440mmの2等室の構成となっており、窓扉配置は5DD5（2等室窓-乗降扉-乗降扉-2等室窓、乗降扉脇の客室窓は狭幅のもの）となっており、客室窓や乗降扉、客室内もBDe4/4 6I-8II形と同様の配置となっているがトイレは設置されていない。

### 主要諸元
- 軌間：1000mm
- 軸配置：2'2'
- 最大寸法：全長18300mm、車体幅2500mm、屋根高3440mm
- 軸距：1800mm
- 台車中心間距離：10600mm
- 車輪径：750mm
- 自重：17.0t
- 定員：2等座席66名、立席20名
- 最高速度：65km/h
- ブレーキ装置：空気ブレーキ、手ブレーキ

## 運行・廃車
- ブレンガルテン-ディエティコン鉄道はアールガウ州のヴォーレンからブレンガルテンを経由してチューリッヒ州のディーティコンに至る18.9kmの路線であり、最急勾配56パーミル、最急曲線半径33m、標高389-550mの路線であり、両端駅でスイス国鉄に接続するほか、ヴォーレンからブレンガルテン西間6.4kmは1435mm軌間の旧ヴォーレン-マイスターシュヴァンデン鉄道線との三線軌条、ディーティコン付近約1.3kmは併用軌道となっている。なお、本形式の運行していた時代より後の、1990年5月27日にはチューリッヒのSバーンに指定されてS-17系統となってアールガウ州からチューリッヒ州への通勤路線として運行されており、1995年以降には一部区間の複線化が行われている。
- Be4/4 6I-8II形が導入された1940年代の同鉄道は電車が旅客列車や貨物列車を牽引する列車で運行されており、本形式も従来からの電車と共通で全線で、単行での運行のほか、混合列車を含む客車列車や貨物列車の牽引に使用されており、重連総括制御機能は持たないものの電車同士での重連でも使用されていた。また、B4 41-43形も同様に他の旧型2軸客車、ボギー客車や貨車とともに全線で使用されており、牽引機もBDe4/4に特定されていなかった。
- ブレンガルテン-ディエティコン鉄道ではその後も輸送量が増大して1965年には輸送人員が132万人を超え、従来からの機材の老朽化も進んでいたことから総合的な近代化を図るために1960年代にさまざまな検討がなされ、結果として固定編成による列車により効率的なパターンダイヤを組むこととなって3車体連接式のBDe8/8形9編成を1967年に発注し、1969年6月1日のダイヤ改正で通常運行されるの全ての旅客列車に置き換え、同時に架線電圧を900Vから1200Vに昇圧している。この結果、従来の1000mm軌間用機材のうち事業用もしくは貨物列車牽引用として残されることとなったBDe4/4 10-11形およびBe4/4 7II号機の計3機のみが架線電圧昇圧対応工事を実施し、それ以外の電車および事業用のものを除く客車は全車廃車となっている。なお、新しいBDe8/8 7III号機と機番が重複するBe4/4 7II号機はこの際にBe4/4 27号機[7]に改番されている。

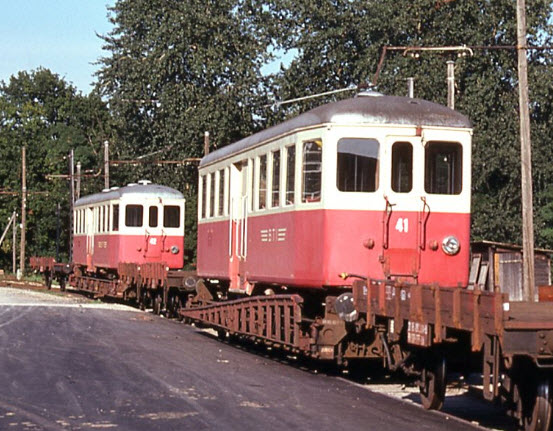
ニヨン-サン＝セルゲ-モレ鉄道に譲渡されたB 41-42形、1978年

- Be4/4 6I、8II号機は廃車後の1969年7月にフラウエンフェルト-ヴィル鉄道[8]に譲渡されてBe4/4 204、206号機となって使用され、Be4/4 27号機（もとのBe4/4 27II号機）も翌1970年1月に同鉄道に譲渡されてBe4/4 205号機となっている。詳細は次項を参照。
- B4 41-43号車は廃車後の1969年夏にスイス中央部の私鉄であるビール-テウフェレン-インス鉄道[9]に譲渡されてB 41-43形となり、車体下半部を赤、上半部をクリーム色とした塗装となって使用されている。
- その後B 41号車とB 42号車は1978年にスイス西部の私鉄であるニヨン-サン＝セルゲ-モレ鉄道[10]に譲渡されてB 41-42形となって、譲渡前の塗装のまま電車が牽引する列車で使用されていたが、1985年のBe4/4 201-205形電車およびBt 301-305形制御客車の導入に伴い、1990年-91年には両形式の中間車として重連総括制御用の引通し線を設け、車体塗装も濃オレンジ色をベースにオレンジ色の太帯の入ったものに変更され、機番も変更されてB 341-342形となっている。また、B 43号車は1979年にスイス中央部の私鉄オーベルアールガウ-ジュラ鉄道[11]に譲渡されてB 18号車となった後1984年にはB 162号車に改番され、1987年にはビュッフェ・バー車Br 162号車に改造されている。

## フラウエンフェルト-ヴィル鉄道Be4/4 204-206形
- スイス北東部トゥールガウ州に17.45kmの路線を持つフラウエンフェルト-ヴィル鉄道では1921年の電化以降ABe4/4 201-203号機とGe4/4形電気機関車出運行されていたが、1969年にABe4/4 202号機が事故廃車となったことと輸送力増強のため、ブレンガルテン-ディエティコン鉄道からBe4/4 6I-8II形を1969-70年に導入してBe4/4 204-206号機としている。
- 導入後のBe4/4 204-206形は導入に際してブレムガルテン工場で架線電圧1200Vへの昇圧工事を実施しており、単行もしくは客車列車の牽引に使用され、1969-71年にかけて車体塗装を濃赤色をベースに窓下に白の細帯が入るフラウエンフェルト-ヴィル鉄道塗装に変更しているほか、1970-71年には屋根上車体端部に暖房及び照明引通し用の電気連結器や警笛用スピーカーの設置や正面の標識灯の変更などフラウエンフェルト-ヴィル鉄道仕様とする改造を実施している。
- その後フラウエンフェルト-ヴィル鉄道では1984-85年に新しいBe4/4 11-17形11-15号機と同形の制御客車であるBt 111-114形を導入し、従来の列車で行われていた終端駅での機回しを廃止して運行の効率化を図ることとして従来の機材を置き換えることとなり、Be4/4 204号機も1987年に廃車となっているが、Be4/4 205号機と206号機はBe4/4 11-17形の予備機として当面残されることとなり、Bt 111-114形制御客車から制御するための重連総括制御装置の設置と更新改造を実施している。この改造によって運転台の制御機器が一新され、正面貫通扉が埋められてマスターコントローラーが運転室中央に設置されたほか、後位側旧予備集電装置設置位置への機器が増設、正面下部に重連総括制御用の電気連結器の設置がなされ、客室内では乗降デッキ両脇および後位側運転室背面の2人掛け座席がそれぞれ一箇所ずつ撤去されて座席定員が禁煙28名、喫煙22名の計50名に減少している。また、車体塗装も新しい機体に合わせた赤色ベースに白の太帯が入るものに変更されている。
- 1992年にはBe4/4 16号機と17号機が増備されたためにBe4/4 205号機が1999年11月に、206号機もその後廃車となっている。